# Microscolex dubius
Microscolex dubius är en ringmaskart som först beskrevs av Fletcher 1887.  Microscolex dubius ingår i släktet Microscolex och familjen Acanthodrilidae. Inga underarter finns listade i Catalogue of Life.